# Elder Torres
Elder Torres Guatemala (La Ceiba, Atlántida, 14 de abril de 1995) es un futbolista hondureño. Juega de Mediocampista y su equipo actual es el Lobos UPNFM de la Liga Nacional de Honduras

## Trayectoria
Debutó en Primera División con el Club Deportivo Vida, teniendo tan solo 18 años de edad el 10 de noviembre de 2013. Ese día, su equipo empató a dos goles con el Real España en San Pedro Sula. A partir del Torneo Apertura 2014, Torres se fue afianzando en el equipo dirigido por Ramón Maradiaga.

## Selección nacional
Fue convocado para disputar el Campeonato Sub-20 de la Concacaf de 2015 realizado en Jamaica. Debutó en este torneo el 22 de enero, en la victoria de Honduras por 3-2 ante Canadá. El 30 de abril de 2015 se anunció que había sido convocado para disputar la Copa Mundial de Fútbol Sub-20 de 2015 en Nueva Zelanda.
El 25 de julio de 2016 se anunció su convocatoria a la Selección Olímpica de Honduras para disputar los Juegos Olímpicos de Río 2016.

### Participaciones en Juegos Olímpicos
| Juegos Olímpicos             | Sede   | Resultado    | PJ | Goles |
| ---------------------------- | ------ | ------------ | -- | ----- |
| Juegos Olímpicos de Río 2016 | Brasil | Cuarto lugar | 0  | 0     |

### Participaciones en Copas del Mundo
| Mundial                     | Sede          | Resultado    |
| --------------------------- | ------------- | ------------ |
| Copa Mundial Sub-20 de 2015 | Nueva Zelanda | Primera fase |

## Clubes y estadísticas
| Club                    | País           | Año         |
| ----------------------- | -------------- | ----------- |
| Vida                    | Honduras       | 2013 - 2019 |
| Real Salt Lake (Cedido) | Estados Unidos | 2016        |
| Honduras Progreso       | Honduras       | 2017 - 2022 |
| Lobos UPNFM             | Honduras       | 2022 - 2024 |
| Victoria                | Honduras       | 2024 - ?    |

 Datos actualizados hasta el 2 de mayo de 2015.
| Equipo                        | Div.                | Temporada           | Liga     | Liga  | Copa Nacional | Copa Nacional | Copa Internacional | Copa Internacional | Total    | Total |
| Equipo                        | Div.                | Temporada           | Partidos | Goles | Partidos      | Goles         | Partidos           | Goles              | Partidos | Goles |
| Vida Honduras                 | 1.ª                 | 2013/14             | 2        | 0     | -             | -             | -                  | -                  | 2        | 0     |
| Vida Honduras                 | 1.ª                 | 2014/15             | 23       | 0     | -             | -             | -                  | -                  | 23       | 0     |
| Vida Honduras                 | 1.ª                 | 2015/16             | 17       | 0     | -             | -             | -                  | -                  | 17       | 0     |
| Vida Honduras                 | Total               | Total               | 42       | 0     | 0             | 0             | 0                  | 0                  | 42       | 0     |
| Real Salt Lake Estados Unidos | 1.ª                 | 2016                | 0        | 0     | -             | -             | -                  | -                  | 0        | 0     |
| Real Salt Lake Estados Unidos | Total               | Total               | 42       | 0     | 0             | 0             | 0                  | 0                  | 42       | 0     |
| Total en su carrera           | Total en su carrera | Total en su carrera | 42       | 0     | 0             | 0             | 0                  | 0                  | 42       | 0     |